# Lalitha Mahal
Lalitha Mahal, zdaj preimenovana v Lalitha Mahal Palace Hotel, je luksuzni hotel spremenjena kraljeva palača in druga največja palača v južnem indijskem mestu Misore, Karnataka, takoj za palačo Misore. Stoji v bližini hribovja Čamundi, vzhodno od mesta. Palačo je leta 1921 zgradil maharadža Krišnaradža VodeJar IV. za izključno bivanje generalnega guvernerja Indije.
Palača, zgrajena na vzpetini, je bila oblikovana po vzoru stolnice sv. Pavla v Londonu in je ena izmed mogočnih struktur v Misoreju.
Palača je pobarvana v čisto belo. Leta 1974 je bila spremenjena v hotel. Vodil se je kot del skupine Ašok Indijske turistične razvojne korporacije (ITDC) pod vlado Indije do leta 2018, ko je bil prenesen na enoto vlade Karnatake. Vendar pa je ohranjen videz prvotnega kraljevskega ambienta palače.

## Zgodovina
Palača Lalitha Mahal izvira iz začetka 20. stoletja, zgrajena pa je bila v času kraljevine Misore in Britanske Indije. Palača je bila zgrajena z razumno količino denarja iz takratnega letnega dohodka kraljevine, ki je znašal dva milijona funtov. Palača je bila zgrajena leta 1921, sprva za izključno bivanje generalnega guvernerja Indije, nato pa je bila uporabljena kot gostišče za evropske goste maharadž.

## Arhitektura
Palačo, ki stoji sredi prostranih urejenih vrtov pod hribi Čamundi, je načrtoval E. W. Fritchley, arhitekt iz Bombaja (zdaj preimenovan v Mumbaj), zgradil pa jo je B. Munivenkatappa. Palača, zgrajena v neorenesančnem arhitekturnem slogu, velja za prilagoditev londonske stolnice sv. Pavla, zlasti osrednja kupola. Arhitektura palače odseva angleške graščine in italijanske palače. To je dvonadstropna struktura. Nosilna konstrukcija palače je jonski dvojni steber. V pritličju je izbočena veranda. Sferične kupole s prevladujočo osrednjo kupolo postavljajo sprednji del palače. Okrasni itraži so bili v veliki meri uporabljeni za izboljšanje elegance palače tako na zunanjih fasadah kot na notranjih vratih, oknih in stropih. Z balkona v zgornjem nadstropju je viden čudovit pogled na hrib Čamundi na levi in mesto Misore pred palačo.
Palača ima izvrstno oblikovano podkraljevo sobo, banketno dvorano, plesišče in stopnišče iz italijanskega marmorja (ima zadrževalno krivuljo), okrašeno pa je tudi z majhnimi okraski, ki naj bi bili replike iz različnih palač v Britaniji. Portreti kraljev Vodejar v celotni dolžini, tla iz italijanskega marmorja in belgijski kristalni lestenci, luči iz brušenega stekla, težko okrašeno pohištvo, mozaične ploščice in nekaj izvrstnih perzijskih preprog dajejo palači kraljevski ambient. S pretvorbo palače v dediščinski hotel je bila notranjost spremenjena tako, da zagotavlja sodobno udobje, vendar je bila večina prejšnjih delov palače, kot so plesne in banketne dvorane, ohranjena v svoji prvotni eleganci, in spremenjene v jedilnice in konferenčne dvorane za prirejanje srečanj in konvencij; imajo polirana lesena tla in tri steklene kupole na stropu. Predvsem plesna dvorana, ki je bila spremenjena v jedilnico hotela, je baročna dvorana z izjemno visokim stropom s kupolastimi strešnimi okni iz belgijskega stekla. Bazen je zdaj dodatna ponudba. Dvigalo, preproge in osmansko oblazinjeno pohištvo s tapiserijo so dragoceni predmeti v palači.

## Galerija
- Sprejemna dvorana palače
- Velika plesna dvorana, ki je zdaj jedilnica hotela Lalitha Mahal Palace
- Glavno stopnišče iz italijanskega marmorja
- Plesna dvorana - tri kupolasta strešna okna iz belgijskega stekla
- Palača Lalitha Mahal
- Palača Lalitha Mahal
- Palača Lalitha Mahal
- Palača Lalitha Mahal
- Lalitha Mahal Hotel
- Vrt s terase palače Lalitha Mahal
- Lalitha Mahal Hotel
- Glavno stopnišče palače in veranda
- Lalitha Mahal Hotel
- Notranjost